# Míchel
José Miguel González Martín del Campo (Madrid, 23. ožujka 1963.), poznatiji kao Míchel, španjolski je nogometni trener i bivši nogometaš koji je igrao na poziciji veznoga nogometaša. Trenutačno je trener saudijskog Al-Qadsiaha. Najupamćeniji je kao nogometaš madridskog Reala gdje je bio član legendarne generacije Quinta del Buitre.

## Klupska i trenerska karijera
Míchel se vrlo rano pridružio mlađim kategorijama madriskog giganta. Njegova tehnika i fizička snaga brzo su se istakli pa je napredovao kroz razne kategorije kluba sve do B momčadi, iz koje je nekad pozivan da igra za prvu. U jednom nastup je postigao i pogodak.
Bio je članom Quinte koja je žarila i palila Primerom i Europom. Tijekom svih sezona u Realu nikad nije odigrao manje od 30 utakmica tijekom sezona, a u 404 odigrana meča postigao je 92 pogotka. 1989. Míchel je objavio da napušta Real i odlazi u neki talijanski klub, međutim to se nije dogodilo i u Realu je ostao sve do 1996. kada odlazi u Meksiko nastupati za Celayu gdje je već igrao i njegov bivši suigrač Emilio Butragueño. U nogometnu mirovinu odlazi 1997. godine.
Poslije toga bio je sportskim komentatorom i dopisnikom nogometnog lista MARCE. Godine 2005. imenovan je trenerom Vallecana, a godinu dana kasnije postavljen je za direktora kompleksa Ciudad te je tako bio nadležni za rad svih podmomčadi Reala. Poslije je još trenirao Getafe, Sevillu i Olympiacos. Francuski prvoligaš Olympique iz Marseillea smijenio je Michela u travnju 2016. godine, a na trenerskom mjestu je ga zamijenio pomoćni trener Franck Passi.

## Internacionalna karijera
Míchel je za prvu momčad debitirao 20. studenog 1985. protiv Austrije te će u 66 nastupa postići 21 pogodak, posebno se pamti hat-trick J. Koreji na SP 1990. Nakon što na mjesto izbornika dolazi Javier Clemente, Míchel više nikad nije dobio poziv u A momčad. Računajući sve potkategorije reprezentacije skupio je ukupno 100 nastupa.

## Nagrade

### Real Madrid
- La Liga (6): 1986., 1987., 1988., 1989., 1990., 1995.
- Kup kralja (2): 1989., 1993.
- Copa de la Liga (1): 1985.
- Supercopa de España (4): 1988., 1989., 1990., 1993.
- Kup UEFA (2): 1985., 1986.
- Iberoamerički kup (1): 1994.

### Individualno
- Španjolski igrač godine u Primeri (1): 1986.
- Ballon d'Or: 4. mjesto 1987.
- Najbolji strijelac LP (1): 1988.
- Brončana kopačka: 1990.

## Vanjske poveznice
- BDFutbol player profile
- BDFutbol coach profile
- National team data  Arhivirana inačica izvorne stranice od 18. travnja 2012. (Wayback Machine) (šp.)
- Real Madrid biography (šp.)
- Stats at Medio Tiempo (šp.)